# Robert Caspary

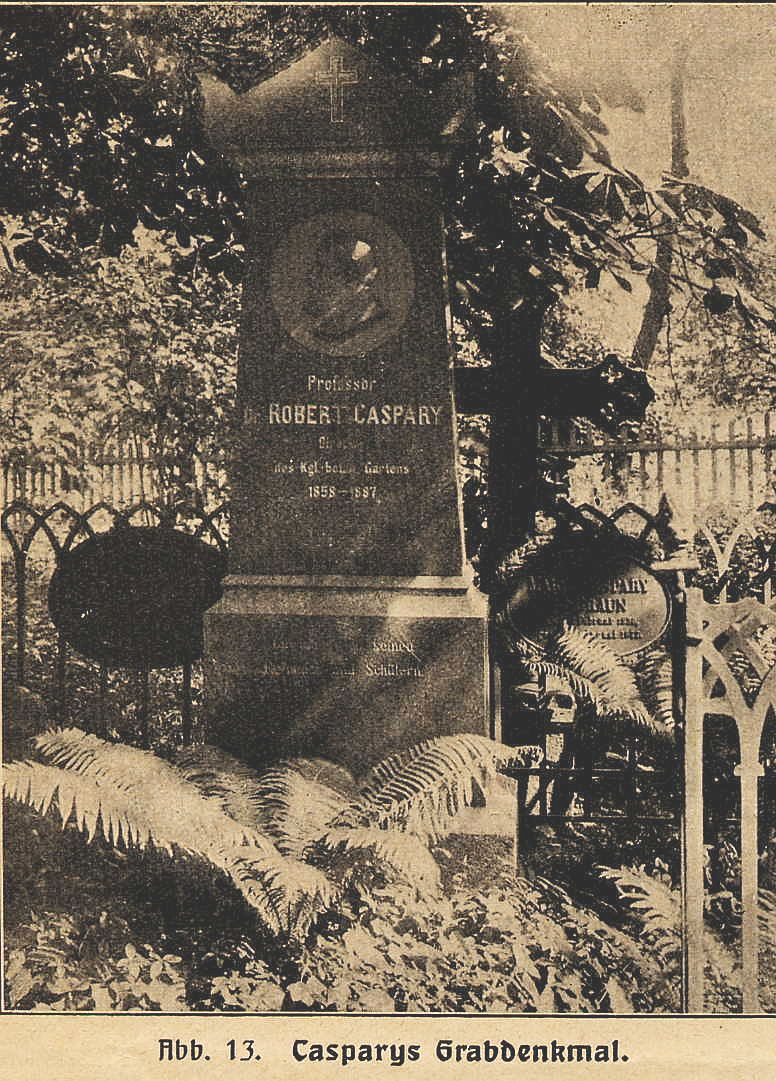
Robert Caspary

Johann Xaver Robert Caspary, född 29 januari 1818 i Königsberg (nuvarande Kaliningrad), död 18 september 1887, var en tysk botaniker. Auktorsnamnet Casp. kan användas för Robert Caspary i samband med ett vetenskapligt namn inom botaniken; se Wikipediaartiklar som länkar till auktorsnamnet.
Caspary ägnade sig först åt teologiska, men från 1843 åt naturvetenskapliga studier och var flera år assistent vid zoologiska institutionen i Bonn, men vände sig snart helt åt botaniken. Han blev professor i botanik i Königsberg 1858. 
Viktigast är hans studier av sötvattensväxterna, särskilt nymphæacéerna, vilkas systematik, morfologi och paleontologi han undersökte. Hans forskningar omfattade även andra områden av botaniken, som coniferblommans morfologi, parasitsvampar och havsalger med mera.